# Boppanalli, Sirsi
Boppanalli là một làng thuộc tehsil Sirsi, huyện Uttara Kannada, bang Karnataka, Ấn Độ.